# 北亞策略
北亞策略控股有限公司，簡稱北亞策略控股，以及北亞策略（英語：North Asia Strategic Holdings Limited，港交所：8080），於2005年8月9日，由亞鋼集團有限公司更名而來。
現時業務在全球經營投資高科技產品分銷及服務、品牌食品（漢堡王），以及銷售魚粉及海產產品，主席為丁屹，總部位於
香港金鐘道88號太古廣場二座13樓1318室。

## 連結
- nasholdings.com （页面存档备份，存于）